# Gut Bettringen

Das Forsthaus Bettringen auf der Preußischen Generalstabskarte, 1901

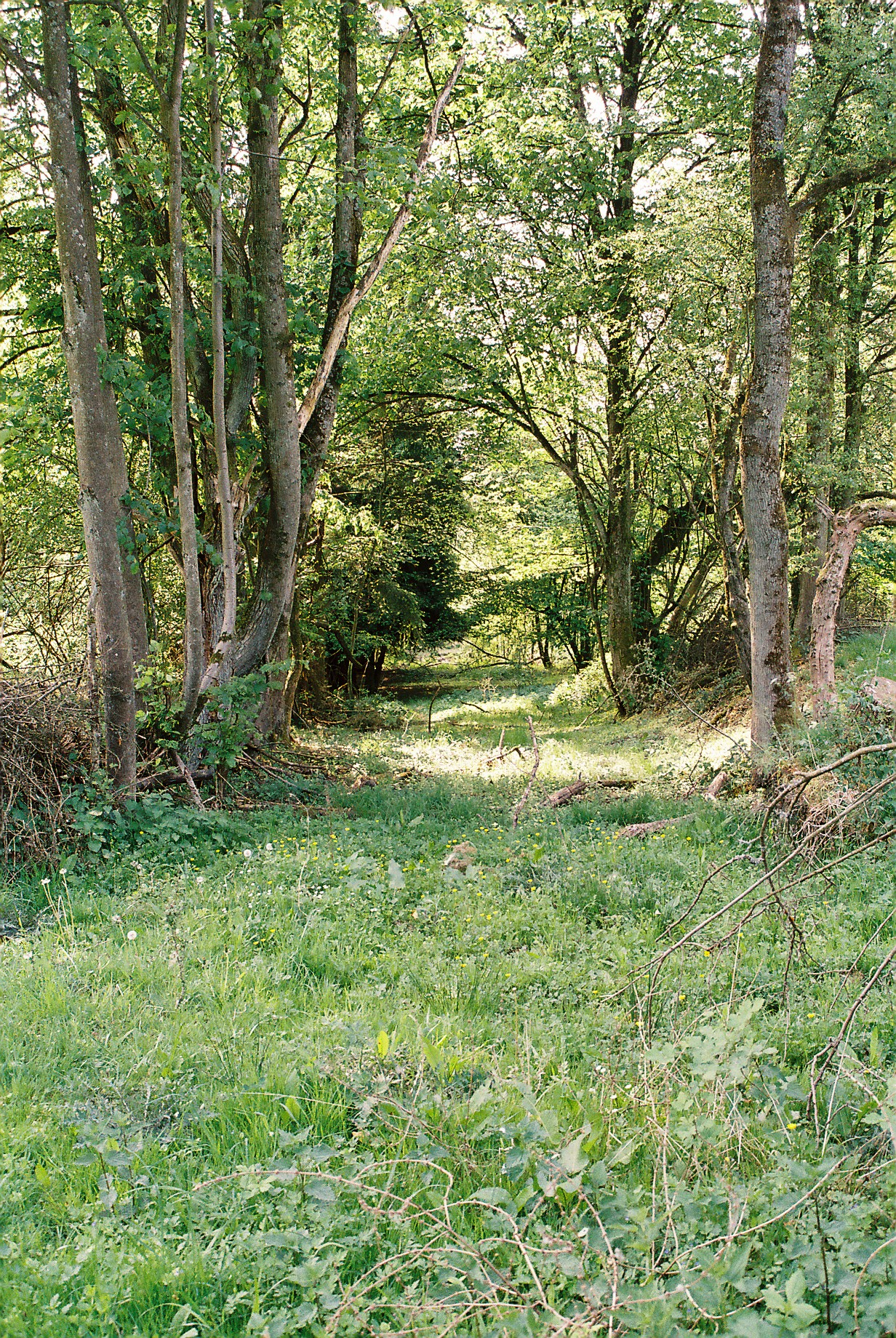
Die ehemalige Zufahrt in den Hof

Das Gut Bettringen war ein kleines Herrenhaus im Ortsteil Winterscheid der Gemeinde Ruppichteroth im Rhein-Sieg-Kreis. Es lag etwa 600 m nordöstlich von Hatterscheid in einer flachen Talmulde auf 206,30 m über Normalnull.

## Geschichte
Wilhelm von Nesselrode der Jüngere erwarb 1436 einen Anteil an Burg Herrnstein und somit auch das zugehörige Gut Bederingen. 1462 wurde Teyll van Bederynge erwähnt, als Dienstmann und Darlehensgeber (15 Gulden) von Wilhelm, Herzog von Jülich-Berg. Außerdem ist er Landschöffe. Ein weiterer Darlehensgeber (1 Gulden) ist Hentg van Bederyng. 1594 wird Heinrich seligen Werners auf dem Attenberg hinterlassener Sohn erwähnt, der mit einem Dienst verpflichtet ist mit seinem „Gut zu Bedering und Hatterscheid im Kirspell Winterscheidt und Huppich im Kirspell Rupichtraedt“. 1644 werden als besondere Güter ein „frey adelich Sitz Beddering genannt, worauffer ein(en) Kell(n)er oder halfman wonhaft“ und in der Winterscheider Honschaft „darselbst zue besagtem Beddering“ zwei Höfe „so frey, deren doch ein hauß darvor irer f(reundlichst) D(ur)chl(aucht) ein gemein föder haberen (und hoehner gegeben werden und ziehen auß jederem hoeve zwey pfert)“.
1712 lebten hier drei Haushalte mit 20 „Seelen“: Theodor Schreinermacher, Engelbert Reichartz und Peter Gräff.
1809 hatte das Gut 20 katholische Einwohner.
Das Gut blieb im Besitz der Grafen von Nesselrode und wurde im 19. und 20. Jahrhundert von mehreren Generationen der Familie Nieland als Forsthaus genutzt. Im September 1961 verließen die letzten Bewohner, Frau und Nachkommen des im Mai verstorbenen Försters Peter Weyden, das Haus, mit dessen Abbruch im April 1964 begonnen wurde. Heute sind nur noch Mauerreste der ehemaligen Fachwerkgebäude vorhanden.

## Anmerkungen

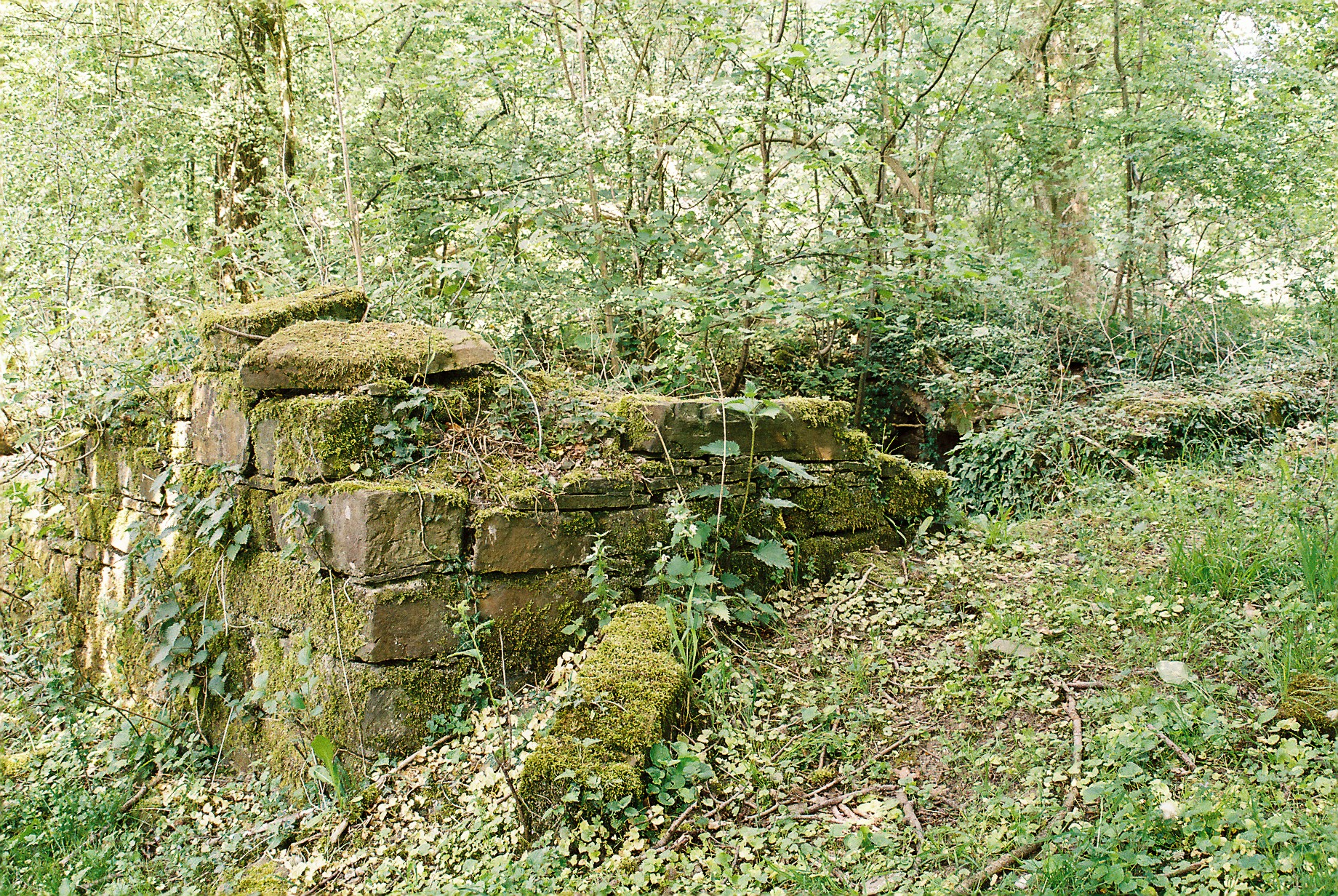
Ruine im Wald, im Hintergrund Kellergewölbe
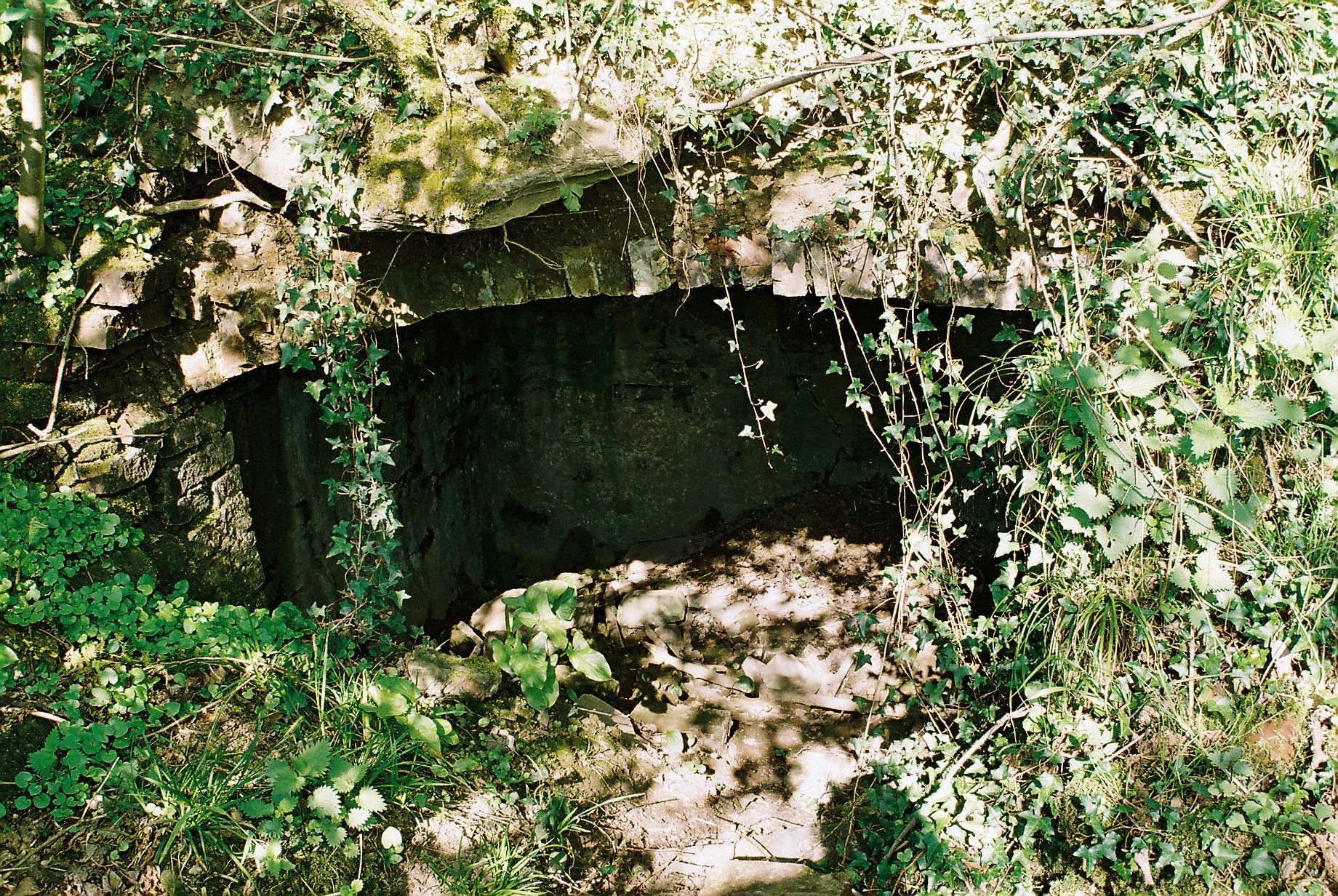
Kellergewölbe, Detailaufnahme
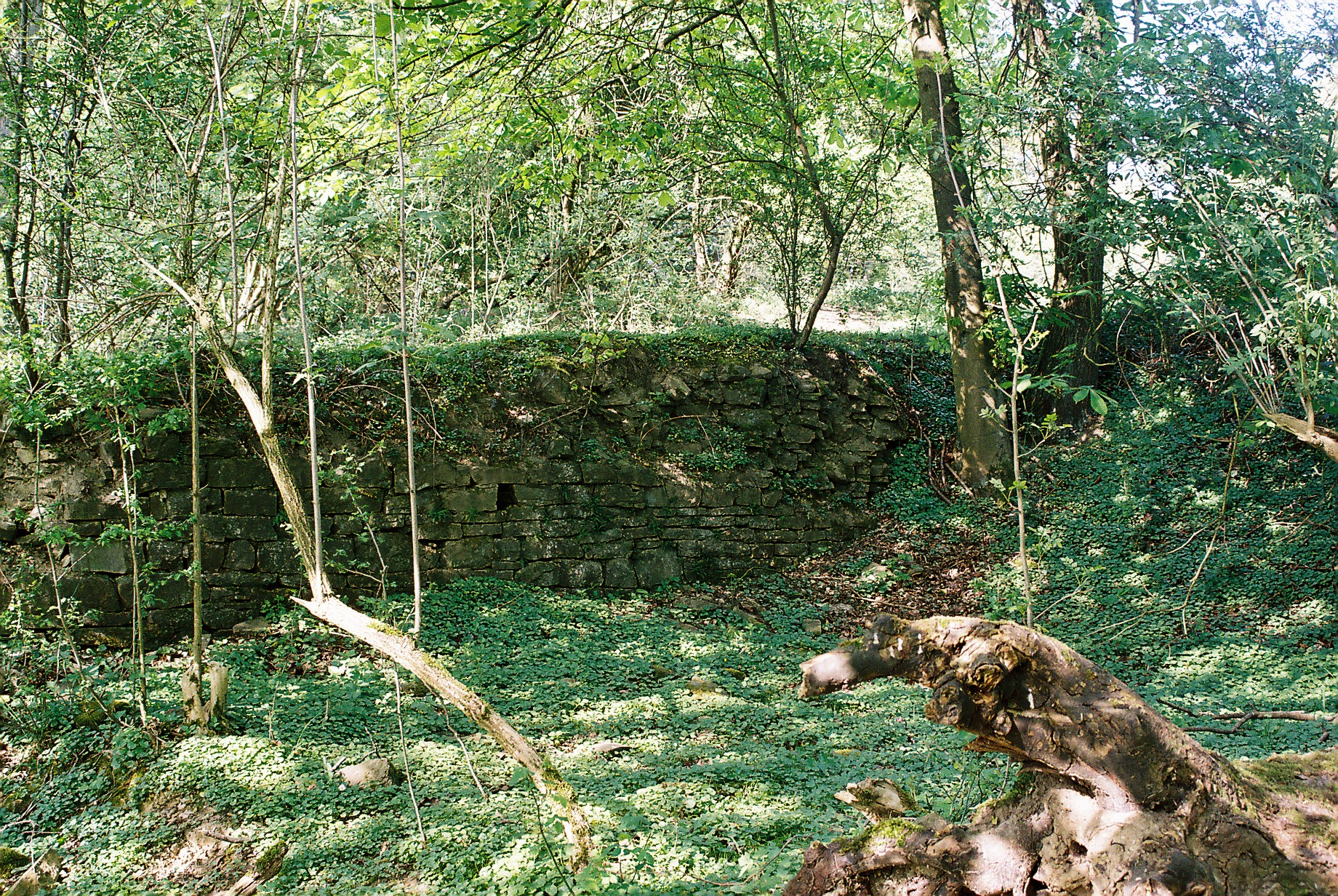
Grundmauer eines untergegangenen Gebäudes
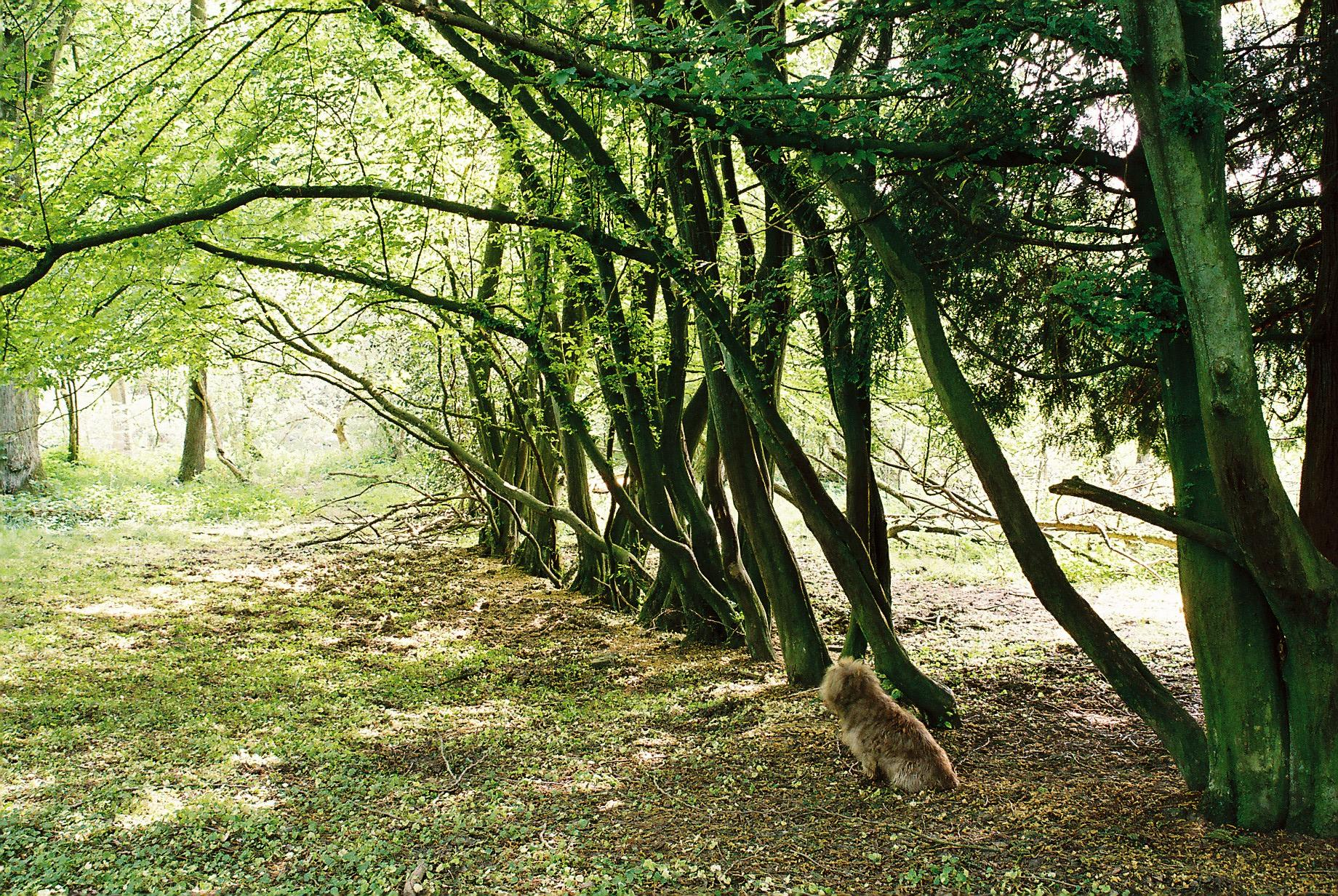
Was aus einer Hecke einmal wird!